# Porocottus coronatus
Porocottus coronatus és una espècie de peix pertanyent a la família dels còtids.

## Descripció
- La femella fa 7,88 cm de llargària màxima.[5]

## Hàbitat
És un peix marí, demersal i de clima temperat.

## Distribució geogràfica
Es troba al Pacífic nord-occidental: el Japó.

## Observacions
És inofensiu per als humans.